# Alcis astragali
Alcis astragali är en fjärilsart som beskrevs av Edward P. Wiltshire 1949. Alcis astragali ingår i släktet Alcis och familjen mätare. Inga underarter finns listade i Catalogue of Life.